# Kohei Kitagawa
Kohei Kitagawa (北川 滉平 Kitagawa Kohei?), född 29 april 1995 i Shizuoka prefektur, är en japansk fotbollsspelare.
Kitagawa började sin karriär 2015 i V-Varen Nagasaki. 2017 flyttade han till Fujieda MYFC.